# 山村武彦
山村 武彦（やまむら・たけひこ、1943年2月8日 - ）は、日本の防災研究者、コンサルタント、ジャーナリスト、コメンテイター。防災システム研究所（ぼうさいしすてむけんきゅうじょ）所長。東京都杉並区出身。血液型はA型。座右の銘は「真実と教訓は、現場にあり」。

## 人物・来歴
大学在学中に参加した1964年新潟地震での災害ボランティア活動を契機に、防災と減災の専門家を志し、同年、防災・危機管理のシンクタンク「防災システム研究所（ぼうさいしすてむけんきゅうじょ）」を設立。早稲田大学第一文学部（現：早稲田大学文学部）を中途退学し、同シンクタンクを起業した。以来60年にわたって、国内外で発生する様々な災害の被災地支援、現地調査を行っている。
2000年には、「近助（きんじょ）」、「互近助（ごきんじょ）」、「防災隣組」（例：東京防災隣組）、「安全ゾーン」を考案し提唱する。
主に報道番組での解説や講演、執筆活動などを通じ、防災意識の啓発に取り組む。また、企業や自治体の社外顧問やアドバイザーを歴任し、本当に使える実践的なBCP（事業継続計画）や受援マニュアル、個別避難計画、防災・危機管理マニュアルの策定や監修など、災害に強い企業、社会、街づくりに携わっている。

### 家族
実業家であった父、山村敬司（やまむら・けいじ）は、若くしてフィリピン・ルソン島にて戦死、享年28歳。
祖父は、帝国大学 医科大学（現：東京大学大学院 医学系研究科・医学部）にて、パラチフス熱などの研究に携わっていた医学者で医師の山村敬造（やまむら・けいぞう）。

## 考案・提唱
「互近助（ごきんじょ）」、「近助（きんじょ）」、「防災隣組」、「安全ゾーン」、「防災用品点検の日」、「在宅避難生活訓練」、「災害予防訓練」、「スマート防災」 など

## 所属・歴任
主なもの
- 日本災害情報学会
- 地域安全学会
- 消防庁防災訓練活性化研究会
- 災害時要援護者避難支援研究会
- 防災対策評価委員会

## 受賞・栄誉
- 第15回科学技術振興功績者表彰「科学技術庁長官賞（現：文部科学大臣賞）」1995年4月19日 科学技術庁（現：文部科学省、内閣府）「交通信号用非常電源装置」の考案と開発に対する表彰。田中真紀子科学技術庁長官（当時）より授与。

※ 当該装置は、1995年1月17日、阪神・淡路大震災（兵庫県南部地震）の発災時、辺り一帯停電の中、神戸市の一部の消防署や大阪市の梅香交差点等で自動起動し、信号機等に電力を供給。これを契機に、全国の主要交差点等に採用され、急速に普及。日本の交通インフラを守る一翼を担う。

## 著作物

### 著書
主なもの（あまりにも古い書籍、企業等が社内向けや会員組織向けに出版されたものは含まれない）
- 「台風防災の新常識 災害激甚化時代を生き抜く防災虎の巻」(戎光祥出版株式会社)［2020］
- 「感染症×大規模災害 実践的 分散避難と避難所運営」(株式会社ぎょうせい)［2020］
- 「災害に強いまちづくりは互近助の力 ～隣人と仲良くする勇気～」(株式会社ぎょうせい)［2019］
- 「南三陸町 屋上の円陣 －防災対策庁舎からの無言の教訓－」(株式会社ぎょうせい)［2017］
- 「スマート防災－災害から命を守る準備と行動」(株式会社ぎょうせい)［2016］
- 「新・人は皆 『自分だけは死なない』 と思っている – 防災心理」(株式会社宝島社)［2015］
- 「富士山の噴火は始まっている！」 共著 (株式会社宝島社)［2012］
- 「近助の精神　近くの人が近くの人を助ける防災隣組」(一般社団法人金融財政事情研究会)［2012］
- 「防災・危機管理の再点検 – 進化するBCP事業継続計画」(一般社団法人金融財政事情研究会)［2012］
- 「あなたと家族の命を守る 目からウロコの防災新常識」(株式会社ぎょうせい)［2010］
- 「防灾格言 いのちを守る百の戒め」中国・簡体字版 (北京师范大学出版社)［2010］
- 「防災格言 いのちを守る百の戒め」(株式会社ぎょうせい)［2009］
- 「感染弱者のための新型インフルエンザ対策 」(株式会社アニカ)［2009］
- 「Emergency Book 非常本」(株式会社アニカ)［2007］
- 「企業防災・危機管理マニュアルのつくり方 災害現場からみつめたBCP」(一般社団法人金融財政事情研究会)［2006］
- 「大震災発生！公的支援が来るまでの200時間を生き延びる知識と知恵」(株式会社小学館)［2006］
- 「人は皆 『自分だけは死なない』と思っている – 防災心理学」(株式会社宝島社)［2005］
- 「家族と自分を守る防災マニュアル 大震災 これなら生き残れる」(株式会社朝日新聞社、現：株式会社朝日新聞出版)［2005］
- 「あなたと家族が生き残るために 不安列島 闘う防災術」(株式会社銀河出版)［2000］

### CD・DVD・ビデオ・端末・電子辞書
主なもの（一般に販売や提供されていない、いなかったものは含まれない）
- 「Panasonic ホームナビゲーション 防災アシスト[1]」（パナソニック株式会社） 監修 ［2020～現在］
- 「ココチモ CASIO電子辞書 防災手帳」電子手帳（カシオ計算機株式会社、株式会社ユーキャン）［2020～2021］
- 「NHKまる得マガジン 家族を守る！現場に学ぶ防災術」WEB（NHKらいふ）［2019～2021］
- 「互近助さんの歌（作詞・山村武彦、作曲・山崎一稔）」CD（防災システム研究所合同会社）［2018～現在］
- 「NHKまる得マガジン 実践！わが家の防災対策」DVD（株式会社NHKエデュケーショナル）［2006］
- 「防災・危機管理講座 第３部 地方公共団体」（日立電子サービス株式会社、現：株式会社日立システムズ）講師［2004～2011］
- 「防災・危機管理講座 第２部 企業と組織」（日立電子サービス株式会社、現：株式会社日立システムズ）講師 ［2004～2011］
- 「防災・危機管理講座 第１部 家庭と地域」（日立電子サービス株式会社、現：株式会社日立システムズ）講師 ［2004～2011］
- 「避難所 運営管理 被災者（避難所）支援システム」（防災システム研究所）［1996～2003］

### 絵本・児童書・辞典・ムック本・漫画
主なもの（全てを列挙することはほぼ不可能なため）
- 漫画 「南海トラフ巨大地震１」（株式会社講談社） 解説・プロフィール：149頁～170頁［2023］
- 「上学了, 安全第一　防灾避険」（海豚出版社有限责任公司） 監修 中国・簡体字版［2023］
- 「いざというときの防災キットBOOK」（株式会社宝島社） 監修　キット付きムック本［2023］
- 「災難來了 我有準備！：35個孩子一定要知道的防災守則」（親子天下） 監修 台湾・繁体字版 ［2023]
- 「一生つかえる！おまもりルールえほん　ぼうさい[2]」（株式会社学研プラス、現：株式会社Gakken） 監修 ［2022］
- 「小學生的防災和避難繪本」（臺灣麥克） 監修 台湾・繁体字版［2020］
- 「みんなの防災えほん」（CREEK&RIVER Co., Ltd.） 監修 韓国・ハングル版［2019］
- たのしいちしきえほん「みんなの防災えほん」（株式会社PHP研究所） 監修［2017］
- ココチモ 防災セット 「あんしん手帳」（株式会社ユーキャン） 監修［2015～2021］
- 「みんなの防災辞典 災害へのそなえから避難生活まで」（株式会社PHP研究所） 監修［2015]
- グランドジャンプ 「漫画☆防災研究室」（株式会社集英社） 監修 連載　[2011～2012]
- 「これだけは知っておきたい！山村流 災害・防災用語辞典」（株式会社ぎょうせい）［2011]
- 「危険から身を守る　災害・状況別　防災絵辞典」（株式会社PHP研究所） 監修［2005］

### 教科書、テキスト、補助教材
主なもの（古いもの、一般公開されていないもの等は含まれない）
- 三省堂 文部科学省検定済教科書 中学校一年生国語科用教科書「現代の国語１」（株式会社三省堂）141頁～149頁 [2021～現在]
- 三省堂 中学国語教育「ことばの学びNo.11」（株式会社三省堂）巻頭エッセイ［2020］
- NHKテキスト・NHKまる得マガジン「家族を守る！現場に学ぶ防災術」 講師 （株式会社NHK出版）［2019]
- 「お父さんのための地震ドリル」 監修 （一般社団法人日本損害保険協会）［2018］
- 「もしもの時に役立つ わが家の防災ハンドブック」 監修 （一般社団法人家の光協会、JAグループ）［2016］
- NHKラジオ深夜便 「50年来のメッセージ・命を救う防災」（NHK SC）［2015]
- 「地震・津波に備える 防災ハンドブック」 監修 （株式会社共同通信社）［2012］
- 「M９大震災 サバイバル術 最新100問100答」（成美堂出版株式会社） 監修［2011]
- 「地震・台風・集中豪雨　自然災害に備える32のチエ」（株式会社法研） 監修 ［2009]
- NHKテキスト・NHKまる得マガジン「実践！わが家の防災対策 いざというときの行動編」 講師（株式会社NHK出版） [2006]
- NHKテキスト・NHKまる得マガジン「実践！わが家の防災対策 日頃の備え編」 講師（株式会社NHK出版） [2006]

### 連載
主なもの（比較的近年のもののみ）
- 新潟日報・国土交通省 「防災・減災新潟プロジェクト2024]」全面15段（株式会社新潟日報社） [2024/06～]
- 朝日小学生新聞 「かぞくを守る防災知識」（株式会社朝日学生新聞社） [2024～現在]
- 現代ビジネス 「南海トラフ巨大地震」[3] （株式会社講談社） ［2023～現在］
- 山陰中央新報 「持論反論」 （株式会社山陰中央新報社） ［2021～現在］
- 時事通信 「コメントライナー」 （株式会社時事総合研究所、株式会社時事通信社、一般社団法人内外情勢調査会） ［2018～現在］
- 朝日新聞 「地震新聞」 長野県版・新潟県版 （株式会社朝日新聞社） ［2017～2021］
- フジテレビ情報制作局 「コンパス Compas」（株式会社フジテレビジョン） ［2011～2015］